# Libertia
Libertia é um género botânico pertencente à família Iridaceae.

## Espécies
- Libertia caerulescens
- Libertia cranwelliae
- Libertia edgariae
- Libertia chilensis[1]
- Libertia grandiflora
- Libertia ixioides[2]
- Libertia macrocarpa
- Libertia micrantha
- Libertia mooreae
- Libertia orbicularis
- Libertia paniculata
- Libertia peregrinans
- Libertia pulchella
- Libertia sessiliflora
- Libertia tricolor
- Libertia tricocca Phil.